# 10164 Akusekijima
10164 Akusekijima eller 1995 BS1 är en asteroid i huvudbältet som upptäcktes den 27 januari 1995 av den japanska astronomen Takao Kobayashi vid Ōizumi-observatoriet. Den är uppkallad efter den japanska ön Akuseki-jima.
Asteroiden har en diameter på ungefär 8 kilometer och den tillhör asteroidgruppen Eunomia.